# Estat de Kogi
L'Estat de Kogi és un dels trenta-sis estats que formen la República Federal de Nigèria. És anomenat popularment l'Estat de la Confluència perquè el riu Níger i el riu Benue es troben a la seva capital, la ciutat de Lokoja, que fou la primera capital administrativa de la moderna Nigèria.

## Superfície i població
La superfície és de 29.833 km² (el 13è de 36, una superfície similar a la d'Albània) i la població el 2006 era de 3.314.043 habitants (previsió per al 2011 de 3.850.400). La densitat poblacional és de 125,7 habitants per quilòmetre quadrat.

## Pobles, llengües i religió
Els habitants pertanyen en majoria a les ètnies igala, ebira i okun (yagba), junt amb altres grups menors com els bassa (grup nupe), els ogugu (fracció dels igales), gwari, kakanda i oworo, ogori, magongo i eggan; parlen llengües pròpies, sent l'okun i l'oworo dialectes del ioruba. Les religions principals són el cristianisme i l'islam.

## Història
Vegeu Yagba
L'estat de Kogi fou creat el 1991 amb parts dels estats de Kwara i de Benue. El modern estat correspon a l'antiga província de Kabba de la regió del Nord de Nigèria.

## Administració
Aquest estat se subdivideix internament en un total de vint-i-un Àrees de Govern Local:
| - Adavi - Ajaokuta - Anpka - Bassa - Dekina - Ibaji - Idah - Igalamela-Odolu - Ijumu - Kabba/Bunu - Kogi | - Lokoja - Mopa-Muro - Ofu - Ogori/Magongo - Okehi - Okene - Olamaboro - Omala - Yagba-East - Yagba-West |